# Cyanopepla ribbei
Cyanopepla ribbei là một loài bướm đêm thuộc phân họ Arctiinae, họ Erebidae.